# Giresta kyrka

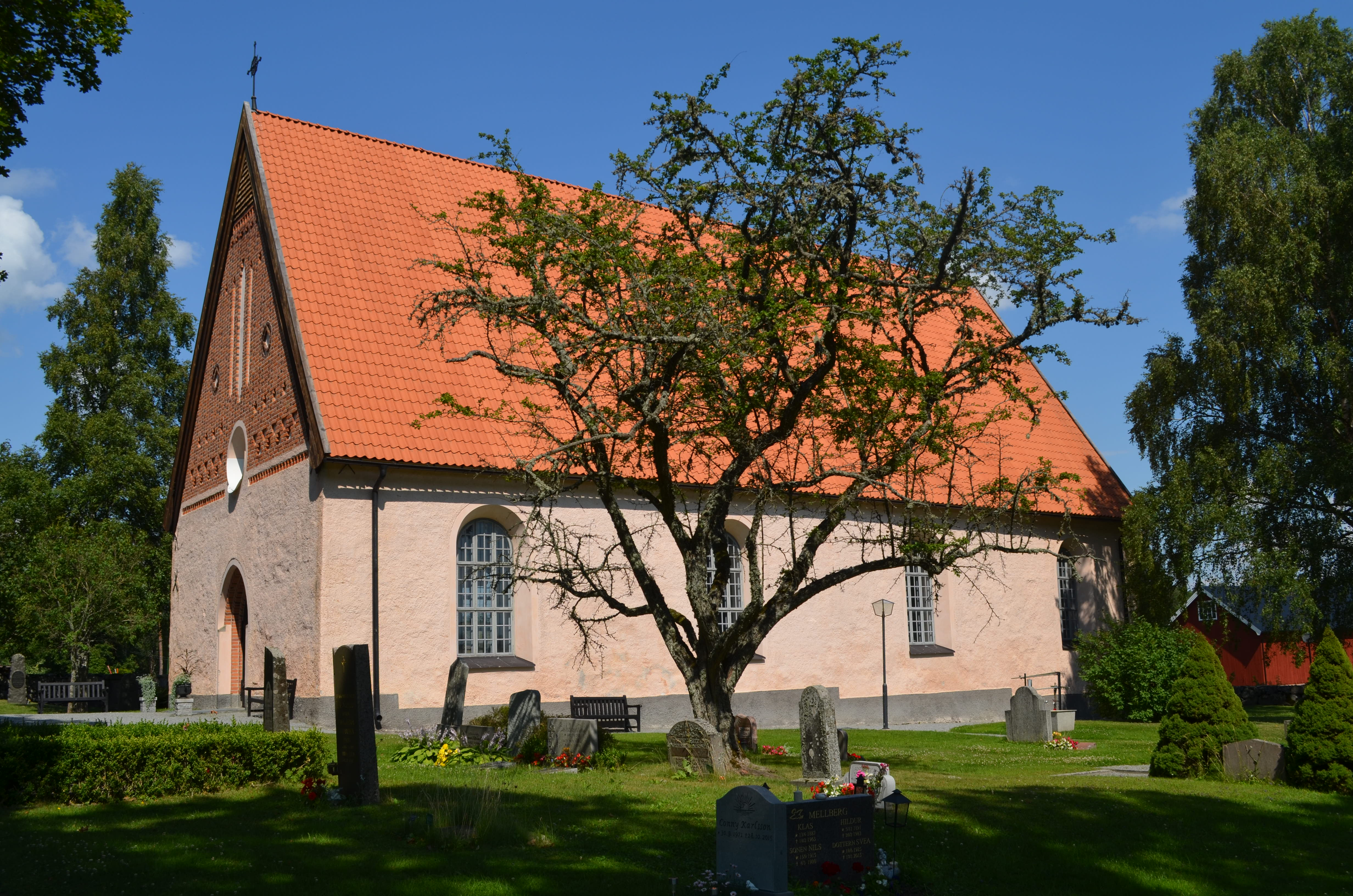
Giresta Kyrka

Giresta kyrka är en kyrkobyggnad i Giresta i Uppsala stift. Den är församlingskyrka i Lagunda församling. Klockstapeln är från 1716.

## Kyrkobyggnaden
Kyrkan har medeltida ursprung och är tornlös. Den ombyggdes 1784-1785, till stor del bekostat av F.v. Post. Finansmannen  Anders Wall lät bekosta en upprustning av kyrkan på 1980-talet. Bland annat utrustades då kyrkan med en ny orgel.

## Orgeln
Orgeln är byggd av Ålems Orgelverkstad 1991.
Disposition:
| Manual I Huvudverk | Manual II Svällverk | Pedal         | Koppel |
| Principal 8'       | Borduna 8'          | Subbas 16'    | I/P    |
| Dubbelflöjt 8'     | Fugara 8'           | Violoncell 8' | II/P   |
| Oktav 4'           | Flöjt octaviant 4'  | Basun 16'     | II/I   |
| Quinta 3'          | Wallflöjt 2'        |               |        |
| Oktava 2'          | Oboe 8' fr. g0      |               |        |
| Scharf III         |                     |               |        |
| Cornett III fr. g0 |                     |               |        |
| Trumpet 8'         |                     |               |        |

### Diskografi
- Giresta : the new, old-type organ / played by Mattias Wager. CD. Proprius PRCD 9087. 1993.

## Musik i Giresta kyrka
Efter upprustningen på 1980-talet startades "Musik i Giresta kyrka" som anordnar runt tio konserter i kyrkan varje år, främst med elever från Opera- och Musikhögskolan. Kyrkan har en mycket god akustik. Några av de som givit konserter i Giresta kyrka är Nina Stemme, Charlotte Hellekant, Malena Ernman, Emma Vetter, Per Tengstrand, Natalya Pasichnyk, Håkan Hagegård, Loa Falkman, Anne Sofie von Otter och Barbara Bonney. Kyrkan har plats för 225 besökare.